# Gaston Thubé

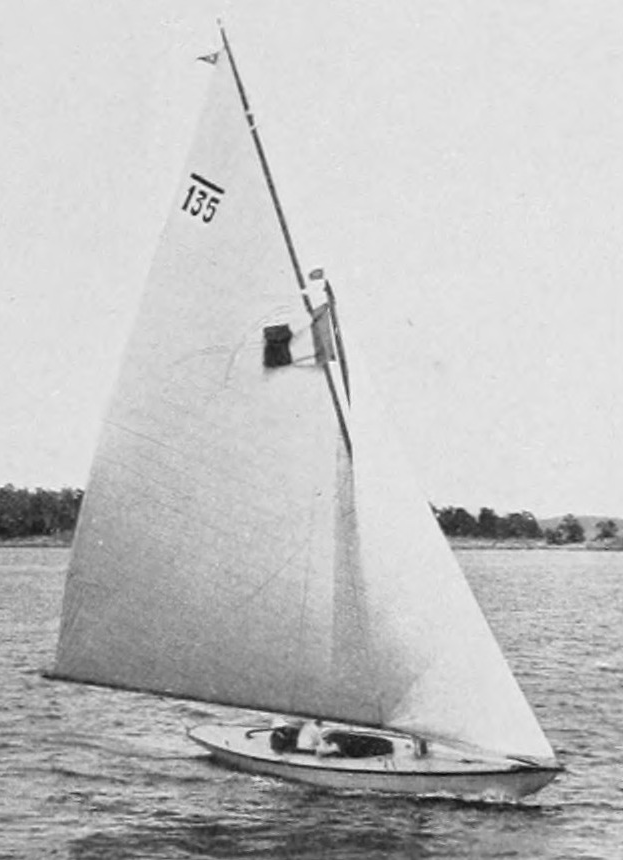
Mac Miche

Gaston Marie Thubé (ur. 16 października 1876 w Châteaubriant, zm. 22 czerwca 1974 w Paryżu) – francuski żeglarz, olimpijczyk, zdobywca złotego medalu w regatach na Letnich Igrzyskach Olimpijskich w 1912 roku w Sztokholmie.
Na Letnich Igrzyskach Olimpijskich 1912 zdobył złoto w żeglarskiej klasie 6 metrów wraz z braćmi Amédée i Jacquesem na jachcie Mac Miche.